# I Hjonu (színművész)
I Hjonu (hangul: 이현우, handzsa: 李玹雨, RR: Lee Hyun-woo; 1993. március 23.–) dél-koreai színész. Gyerekszínészként olyan televíziós sorozatokban játszott, mint a The Return of Iljimae vagy A Silla királyság ékköve. Később olyan sorozatokban játszott, mint a Master of Study, a Man from the Equator, a To the Beautiful You vagy a Murimhakkjo és olyan filmekben, mint a Titokban, Délen, a The Con Artists vagy a Northern Limit Line.

## Pályafutása
Gyermekszínészként kezdte pályafutását olyan televíziós sorozatokban, mint a The Legend, King Sejong the Great, The Return of Iljimae vagy A Silla királyság ékköve.
A Master of Study szerzett igazán hírnevet számára, amit követően 2010-ben a Gumiláb című film alapján készült musical főszerepe követett.
2011-ben a Music on Top című zenei műsor műsorvezetője lett a jTBC csatornán. Ezt követően IU You and I című videóklipjében játszott. Televíziós sorozatok következtek a pályafutásában: a Kjebek (Gyebaek), a Man from the Equator, és a Brain.
2012-ben a japán Hana-Kimi manga alapján készült To the Beautiful You-ban játszott. I (Lee) szabadidejében az FC Avengers hírességekből álló labdarúgócsapat tagja, így dublőr nélkül vették fel a focijeleneteit. Bár a sorozat Dél-Koreában nem futott nagy nézettséggel, a koreai hullámnak köszönhetően más ázsiai országokban népszerű volt. Ennek nyomán I (Lee) az SBS csatorna Inkigayo című műsorának műsorvezetője lett.
2013-ban a kasszasiker Titokban, Délen című filmben játszott észak-koreai kémet. A filmhez Ode to Youth címmel betétdalt is felénekelt.
2014-ben legjobb barátjával, Pak Csibin (Park Ji-bin)nel valóságshowban vett részt Real Mate in Saipan címmel. Következő filmjében, a The Con Artistsban egy hackert alakított.
2015-ben a Northern Limit Line című háborús film főszerepében volt látható, 2016-ban pedig a Murimhakkjo című fantasy televíziós sorozatban.
2018 februárjában bevonult katonának, 2019 októberében szerelt le.

## Filmográfia

### Televíziós sorozatok
| Év   | Cím                                                              | Szerep                           | Csatorna  | Megjegyzés                               |
| ---- | ---------------------------------------------------------------- | -------------------------------- | --------- | ---------------------------------------- |
| 2004 | Ullabulla Pulluddzsang (Ullabulla Beullujjang) (울라불라 블루짱) |                                  | KBS       |                                          |
| 2005 | Spring Day                                                       |                                  | SBS       |                                          |
| 2006 | Hwarang Fighter Maru                                             | Szo Daham (Seo Da-ham)           | KBS2      |                                          |
| 2007 | The Legend                                                       | fiatal Cshoro (Cheoro)           | MBC       |                                          |
| 2007 | Lobbyist                                                         | fiatal Harry                     | SBS       |                                          |
| 2008 | King Sejong the Great                                            | Cshungnjong (Chungnyeong) herceg | KBS1/KBS2 |                                          |
| 2008 | Things We Do That We Know We Will Regret                         | I Dzsonguk (Lee Jeong-wook)      | KBS2      | 4. rész: On a Night Sparkling with Stars |
| 2009 | The Return of Iljimae                                            | Csha Dori (Cha Dol-yi)           | MBC       |                                          |
| 2009 | A Silla királyság ékköve                                         | fiatal Kim Jusin (Kim Yushin)    | MBC       |                                          |
| 2009 | What's for Dinner?                                               | Tommy                            | MBC       |                                          |
| 2010 | Master of Study                                                  | Hong Cshandu (Hong Chan-doo)     | KBS2      |                                          |
| 2011 | Kjebek (Gyebaek)                                                 | fiatal Kjebek (Gyebaek)          | MBC       |                                          |
| 2011 | Brain                                                            | Pak Tonghva (Park Dong-hwa)      | KBS2      | vendégszereplő, 1–4. rész                |
| 2012 | Man from the Equator                                             | fiatal Kim Szonu (Kim Sun-woo)   | KBS2      |                                          |
| 2012 | To the Beautiful You                                             | Csha Ungjol (Cha Eun-gyul)       | SBS       | A Hana-Kimi adaptációja                  |
| 2015 | Run Toward Tomorrow                                              | Kang Mundzse (Kang Moon-jae)     | SBS       | koreai újévi különkiadás                 |
| 2015 | Pamul konnun szonbi                                              | Csonghjon (Jeonghyeon) herceg    | MBC       | cameo, 1. epizód                         |
| 2016 | Murimhakkjo                                                      | Jun Siu (Yoon Shi-woo)           | KBS2      |                                          |
| 2017 | The Liar and His Lover                                           | Kang Hangjol (Kang Han-gyeol)    | tvN       |                                          |

### Filmek
| Év   | Cím                                            | Szerep                        | Megjegyzés                                  |
| ---- | ---------------------------------------------- | ----------------------------- | ------------------------------------------- |
| 2005 | Paribari ccsang (Baribari jjang) (바리바리 짱) |                               |                                             |
| 2006 | Holiday                                        |                               |                                             |
| 2006 | A Dirty Carnival                               | fiatal Minho                  |                                             |
| 2007 | Hvang Dzsini (Hwang Jini)                      | fiatal Nomi                   |                                             |
| 2010 | The Loneliness of Butcher Boy                  | Thesik (Tae-shik)             | rövidfilm a Short! Short! Short! sorozatból |
| 2011 | Glove                                          | Kim Dzsinman (Kim Jin-man)    |                                             |
| 2013 | Titokban, Délen                                | Li Haedzsin (Lee Hae-jin)     |                                             |
| 2014 | The Con Artists                                | Csongbe (Jong-bae)            |                                             |
| 2015 | Northern Limit Line                            | Pak Donghjok (Park Dong-hyuk) |                                             |
| 2015 | The Beauty Inside                              | Udzsin (Woo-jin)              |                                             |

## Musical
| Év   | Cím       | Szerep        |
| ---- | --------- | ------------- |
| 2010 | Footloose | Ren McCormack |

## Diszkográfia
| Év   | Dal címe     | Előadó                                            | Megjegyzés          |
| ---- | ------------ | ------------------------------------------------- | ------------------- |
| 2013 | Ode to Youth | I Hjonu (Lee Hyun-woo)                            | Titokban, Délen OST |
| 2015 | It's a Lie   | O Broject; feat. I Hjonu (Lee Hyun-woo), Bromance | kislemez            |
| 2016 | Your Face    | I Hjonu (Lee Hyun-woo) ft. Louie of Geeks         | kislemez            |
| 2016 | Feel So Good | I Hjonu (Lee Hyun-woo) & OBroject                 | kislemez            |
| 2016 | One Thing    | I Hjonu (Lee Hyun-woo)                            | Murimhakkjo OST     |

## Fordítás
- Ez a szócikk részben vagy egészben  a   Lee Hyun-woo (actor, born 1993) című angol Wikipédia-szócikk ezen változatának fordításán alapul.  Az eredeti cikk szerkesztőit annak laptörténete sorolja fel. Ez a jelzés csupán a megfogalmazás eredetét és a szerzői jogokat jelzi, nem szolgál a cikkben szereplő információk forrásmegjelöléseként.